# 什丘琴
什丘琴是波蘭的城鎮，位於該國東北部別布扎河支流畔，距離沃姆扎約57公里，由波德拉謝省負責管轄，面積13.23平方公里，2006年人口3,564。

## 外部連結
- Official town webpage（页面存档备份，存于）
- Jewish community of Szczuczyn[]

53°34′N 22°18′E / 53.567°N 22.300°E